# Carnage (film, 1981)
Pour les articles homonymes, voir Carnage.
Pour plus de détails, voir Fiche technique et Distribution.
Carnage (The Burning) est un film d'horreur américain réalisé par Tony Maylam, sorti en 1981.

## Synopsis
Un ancien gardien de camp d'été, gravement brûlé par une mauvaise blague qui a mal tourné, se cache dans les bois près d'un camp d'été de New York afin de se venger des jeunes adolescents responsables de sa défiguration.

## Fiche technique
Sauf indication contraire, les informations mentionnées dans cette section peuvent être confirmées par la base de données cinématographiques IMDb,  présente dans la section « Liens externes ».
- Titre original : The Burning
- Titre de travail : The Cropsy Maniac
- Titre français : Carnage
- Réalisation : Tony Maylam
- Scénario : Peter Lawrence et Bob Weinstein, d’après une histoire de  Brad Grey, Tony Maylam et Bob Weinstein
- Décors : Peter Politanoff
- Photographie : Harvey Harrison
- Montage : Jack Sholder
- Musique : Rick Wakeman
- Production : Harvey Weinstein
- Sociétés de production : Miramax Films ; The Cropsy Venture (coproduction)
- Sociétés de distribution : Filmways Pictures (1981) (États-Unis) ; Ginis Films et P.M Productions (1982) (France)
- Budget : 1,5 million de dollars[réf. nécessaire] (1,1 million d'euros)
- Pays d'origine :  États-Unis
- Langue originale : français
- Format : couleur - 1,85:1 - Mono - 35 mm
- Genre : horreur
- Durée : 91 minutes
- Dates de sortie :
  - États-Unis : 8 mai 1981
  - France : 28 avril 1982
- Classification :
  - États-Unis : R
  - France : interdit aux moins de 16 ans lors de sa sortie

## Distribution
- Brian Matthews : Todd
- Leah Ayres : Michelle
- Brian Backer : Alfred
- Larry Joshua : Glazer
- Jason Alexander : Dave
- Ned Eisenberg : Eddy
- Carrick Glenn : Sally
- Carolyn Houlihan : Karen
- Fisher Stevens : Woodstock
- Lou David : Cropsy
- Shelley Bruce : Tiger
- Sarah Chodoff : Barbara
- Bonnie Deroski : Marnie
- Holly Hunter : Sophie
- Kevi Kendall : Diane

## Production

### Développement et genèse
Carnage s’inspire largement du film Vendredi 13, de thématique très proche, et sur le succès duquel la production a voulu surfer[réf. nécessaire]. C’est le premier film produit par Harvey Weinstein, aidé de sa mère, Miriam Weinstein durant la phase de pré-production[réf. nécessaire].
L'affiche française est dessinée par Ambrieu, qui s'est inspiré du tableau Le Radeau de la Méduse[réf. nécessaire] de Théodore Géricault.

### Distribution des rôles
Y débutent dans la carrière cinématographique Jason Alexander, Fisher Stevens et Holly Hunter.

### Tournage
Le tournage a lieu du 21 août au 29 septembre 1980 aux alentours de Buffalo et North Tonawanda, dans l'État de New York.
Les maquillages et autres effets gore sont l'œuvre de Tom Savini, qui s'était déjà occupé de ceux de Maniac ou Vendredi 13 (1980).

### Musique
La musique du film est composée par Rick Wakeman, sortie en LP en Europe en 1981 avant les États-Unis et le Japon.
Le 26 février 2007, la bande originale est sortie au Royaume-Uni pour la première fois en CD.
Liste de pistes
1. "Theme from The Burning" – 3:33
2. "The Chase Continues (Po's Plane)" – 3:53
3. "Variations on the Fire" – 5:13
4. "Shear Terror and More" – 4:34
5. "The Burning (End Title Theme)" – 2:01
6. "Campfire Story" – 3:09
7. "The Fire" – 3:25
8. "Doin' It" – 2:42
9. "Devil's Creek Breakdown" – 2:21
10. "The Chase" – 2:02
11. "Shear Terror" – 2:43

## Accueil
Carnage sort le 8 mai 1981 aux États-Unis, puis en France à partir du 28 avril 1982.